# Israël au Concours Eurovision de la chanson 2000
L'Israël a participé au Concours Eurovision de la chanson 2000 à Stockholm en Suède. C'est la 23ème participation de l’Israël au Concours Eurovision de la chanson.
Le pays est représenté par le groupe Ping Pong et la chanson Sameyakh (שמייח), sélectionnés en interne par le diffuseur israélien IBA.

## Sélection
Le diffuseur israélien IBA choisit l'artiste et la chanson en interne.
| Ordre de passage | Artiste         | Chanson          | Place | Points |
| ---------------- | --------------- | ---------------- | ----- | ------ |
| 01               | Ping Pong       | Sameyakh (שמייח) | 01    | 36     |
| 02               | Michal Amdursky | ?                | 03    | 34     |
| 03               | Ofira Yosefi    | Or hatikva       | 02    | 35     |

C'est donc le groupe Ping Pong qui représenteront le pays avec la chanson Sameyakh (שמייח).